# Picture Palace Music
Picture Palace Music is een band rondom de Duitse toetsenist Thorsten Quaeschning. De band uit 2006 maakt elektronische muziek in de trant van Tangerine Dream, niet zo vreemd aangezien Quaeschning lid is (geweest) van die band. PPM componeert nieuwe soundtracks voor stomme films. 

## Discografie
- (2006): Nostalgia (download-album)
- (2007): Somnambulistic Tunes
- (2008): Three easter nights at the Babylon (cd-r)
- (2008): Walpurgisnacht (cd-r)
- (2008): Going underground (single)
- (2008): Auerbach’s Nightclub (cd-r)
- (2008): Symphony for Vampires
- (2009): Curriculum vitae I
- (2009): Natatorium (cd-r)
- (2009): Oh Holy Night (single)
- (2009): music for the winter solstice
- (2010): Fairy-Marsh-District
- (2010): Midsummer
- (2010): Pois, windmills and butterflies (download-album)
- (2010): It came on a midnight clear (download-album)
- (2011): Metropolis poetry
- (2011): Electric poetry tour (EP)
- (2012): Indulge the passion
- (2013): Remnants
- (2014): Re-Vision, remixen van werk opgenomen tussen 2003-2014
- (2018): Cargo (soundtrack voor een film uit 2018)